# Град Зрењанин
Град Зрењанин је један од градова у Републици Србији. Налази се у АП Војводина и спада у Средњобанатски округ. По подацима из 2004. општина заузима површину од 1.324 km2 (од чега на пољопривредну површину отпада 112.340 ha, а на шумску 1.392 ha. Град Зрењанин се састоји од 22 насеља. Према подацима са последњег пописа 2022. године у граду је живело 105.722 становника (према попису из 2011. било је 123.362 становника).. У граду се налазе 32 основне и 8 средњих школа.

## Насељена места Града Зрењанина
- Арадац
- Банатски Деспотовац
- Бело Блато
- Ботош
- Елемир
- Ечка
- Зрењанин
- Јанков Мост
- Клек
- Книћанин
- Лазарево
- Лукино Село
- Лукићево
- Меленци
- Михајлово
- Орловат
- Перлез
- Стајићево
- Тараш
- Томашевац
- Фаркаждин
- Чента

## Етничка структура

### Попис 2002.
- Срби (74,81%)
- Мађари (10,76%)
- Југословени (1,93%)
- Румуни (1,90%)
- Роми (1,87%)
- Словаци (1,81%)
- Хрвати и остали.

### Попис 2011.
| Етнички састав према попису из 2011.‍ | Етнички састав према попису из 2011.‍ | Етнички састав према попису из 2011.‍ | Етнички састав према попису из 2011.‍ | Етнички састав према попису из 2011.‍ |
| ------------------------------------ | ------------------------------------ | ------------------------------------ | ------------------------------------ | ------------------------------------ |
|                                      |                                      |                                      |                                      |                                      |
| Срби                                 | Срби                                 |                                      | 91.579                               | 74,24%                               |
| Мађари                               | Мађари                               |                                      | 12.350                               | 10,01%                               |
| Роми                                 | Роми                                 |                                      | 3.410                                | 2,76%                                |
| Румуни                               | Румуни                               |                                      | 2.161                                | 1,75%                                |
| Словаци                              | Словаци                              |                                      | 2.062                                | 1,67%                                |
| Југословени                          | Југословени                          |                                      | 592                                  | 0,48%                                |
| Хрвати                               | Хрвати                               |                                      | 527                                  | 0,43%                                |
| Македонци                            | Македонци                            |                                      | 412                                  | 0,33%                                |
| Црногорци                            | Црногорци                            |                                      | 280                                  | 0,23%                                |
| Бугари                               | Бугари                               |                                      | 184                                  | 0,15%                                |
| Немци                                | Немци                                |                                      | 139                                  | 0,11%                                |
| Албанци                              | Албанци                              |                                      | 110                                  | 0,10%                                |
| Словенци                             | Словенци                             |                                      | 94                                   | 0,08%                                |
| Муслимани                            | Муслимани                            |                                      | 86                                   | 0,07%                                |
| Руси                                 | Руси                                 |                                      | 79                                   | 0,06%                                |
| Бошњаци                              | Бошњаци                              |                                      | 30                                   | 0,02%                                |
| Украјинци                            | Украјинци                            |                                      | 26                                   | 0,02%                                |
| Русини                               | Русини                               |                                      | 25                                   | 0,02%                                |
| Буњевци                              | Буњевци                              |                                      | 22                                   | 0,02%                                |
| Горанци                              | Горанци                              |                                      | 19                                   | 0,02%                                |
| Власи                                | Власи                                |                                      | 5                                    | 0,01%                                |
| остали                               | остали                               |                                      | 242                                  | 0,20%                                |
| Регионална припадност                | Регионална припадност                |                                      | 3.366                                | 2,73%                                |
| неизјашњени                          | неизјашњени                          |                                      | 4.695                                | 3,81%                                |
| непознато                            | непознато                            |                                      | 867                                  | 0,70%                                |
| укупно: 123.362                      |                                      |                                      |                                      |                                      |

Насељена места са већинским српским становништвом су Зрењанин, Банатски Деспотовац, Ботош, Елемир, Ечка, Клек, Книћанин, Лазарево, Лукићево, Меленци, Орловат, Перлез, Стајићево, Тараш, Томашевац, Фаркаждин и Чента.
Насељена места са већинским мађарским становништвом су Лукино Село и Михајлово. Јанков Мост има већинско румунско становништво. Арадац има релативну српску већину док Бело Блато има релативну словачку.

## Религија
Према попису из 2002. године највећи део становништва Зрењанина чине православни хришћани (77,28%). Затим следе римокатолици (12,01%), протестанти (2,13%) и остали. Православни хришћани припадају Банатској епархији Српске православне цркве са средиштем у Вршцу. Такође, Зрењанин је средиште Зрењанинске бискупије.

## Познате личности
- Урош Предић
- Јаника Балаж
- Ивана Шпановић
- Маја Огњеновић
- Оливера Ковачевић
- Звонимир Вукић
- Дејан Бодирога
- Никола Грбић
- Драгутин Ристић
- Милорад Станулов
- Иван Ленђер
- Ненад Бјековић
- Владимир Грбић

## Галерија
- Зграда бившег логора (Зрењанин).
- Палата правде у Зрењанину, Србија.
- Споменик родољубима стрељаним 31. јула 1941. године на Багљашу, код Зрењанина.
- Споменик Багљаш Зрењанин
- Заједница и католичка катедрала Светог Јована Непомука у Зрењанину